# Hristiana Todorova
Pour les articles homonymes, voir Todorova.
Hristiana Todorova (bulgare : Християна Тодорова) est une gymnaste rythmique bulgare, née le 28 novembre 1994 à Sofia (Bulgarie).

## Biographie
Hristiana Todorova obtient la médaille de bronze olympique au concours des ensembles aux Jeux olympiques d'été de 2016 à Rio de Janeiro, avec ses coéquipières Lyubomira Kazanova, Mihaela Maevska-Velichkova, Tsvetelina Naydenova, Reneta Kamberova. Après une septième place lors des qualifications, l'ensemble obtient un total de 35,766 points battues par la Russie et l'Espagne.
Lors du concours des ensembles aux Jeux olympiques d'été de 2012 à Londres, la même équipe (sauf Kazanova) avait fini 6e.